# Сливниця (річка)
Сливниця (словац. Slivnica) — річка в Словаччині; права притока Хотини. Протікає в окрузі Топольчани.
Довжина — 13.6 км. Витікає в масиві Повазький Іновець  на висоті 500 метрів.
Протікає територією села Товарніки.
Впадає в Хотину на висоті 186 метрів.